# Oblast' di Černivci
L'oblast' di Černivci (in ucraino Чернівецька область?, Černivec'ka oblast', in rumeno Regiunea Cernăuţi) è una delle 24 regioni dell'Ucraina.
Etnicamente è composta anche da Rumeni.
Dal 18 luglio 2020, l'oblast' di Černivci è suddivisa amministrativamente in 3 distretti:
- Černivci
- Dnestr
- Vyžnycja

Il territorio dell'oblast' è suddiviso tra 11 città, 8 insediamenti rurali e 252 villaggi.